# 蒲生郷可
蒲生 郷可（がもう さとよし）は、戦国時代から安土桃山時代にかけての武将。

## 生涯
初め近江国の土豪上坂兵庫助の養子となって上坂左文と名乗り、浅井長政の家臣となった。主家の滅亡後、柴田勝家に仕える。
天正11年（1583年）、賤ヶ岳の戦いで敗北した勝家は越前北庄城で自刃し、柴田家は勢力を失った。左文は浪人した後に羽柴秀吉に仕えることを願い、近江出身の蒲生氏郷を口利きに頼るが、氏郷に武勇を買われて蒲生家に仕官した。天正15年（1587年）、秀吉の九州征伐の岩石城攻略で先鋒を務め戦功を立てたことを賞され、蒲生姓を許され蒲生郷可と名乗った。豊臣氏による小田原征伐の際、蒲生勢も豊臣方として出陣したが、小田原北条氏の韮山城攻めでは鉄砲に当たりながらも敢戦した。その後の小田原城包囲戦において、豊臣軍による包囲期間中、北条方の太田氏房が蒲生陣に夜襲を仕掛けたが、郷可らが奮戦して押し返した。
天正18年（1590年）、蒲生家が会津に移封されると、伊南城を与えられ1万石を預かった。蒲生郷成と共に、柴田家時代の知り合いであった浪人の佐久間安政と勝之兄弟を蒲生家の与力として招聘した、とする説がある。葛西大崎一揆の際は留守居を務め、名生城に籠城中の氏郷に弾薬を補給した。九戸政実の乱では糠部城を攻め、戦後、中山城主となり、1万3千石を知行した。朝鮮出兵中の蒲生騒動で仕置奉行（家老）筆頭であった同僚の蒲生郷安と対立するが、蒲生郷成の調停で事なきを得た。氏郷の死後、秀行の会津領主時代に慶長3年（1598年）の郷安が綿利良秋を殺害した事件を機に、郷安を追放する。秀行が下野宇都宮へ移封されると、河崎城主となり6千石を知行したが、まもなく死去。
実弟の上坂源之丞が蒲生五郎兵衛郷治と改名して後を継いだ。